# Fanny Elßler
Fanny Elßler (Gumperdorf, 23 tháng 6 năm 1810 - 27 tháng 11 năm 1884) là vũ công ba lê người Áo nổi tiếng thời Lãng mạn.

## Tiểu sử

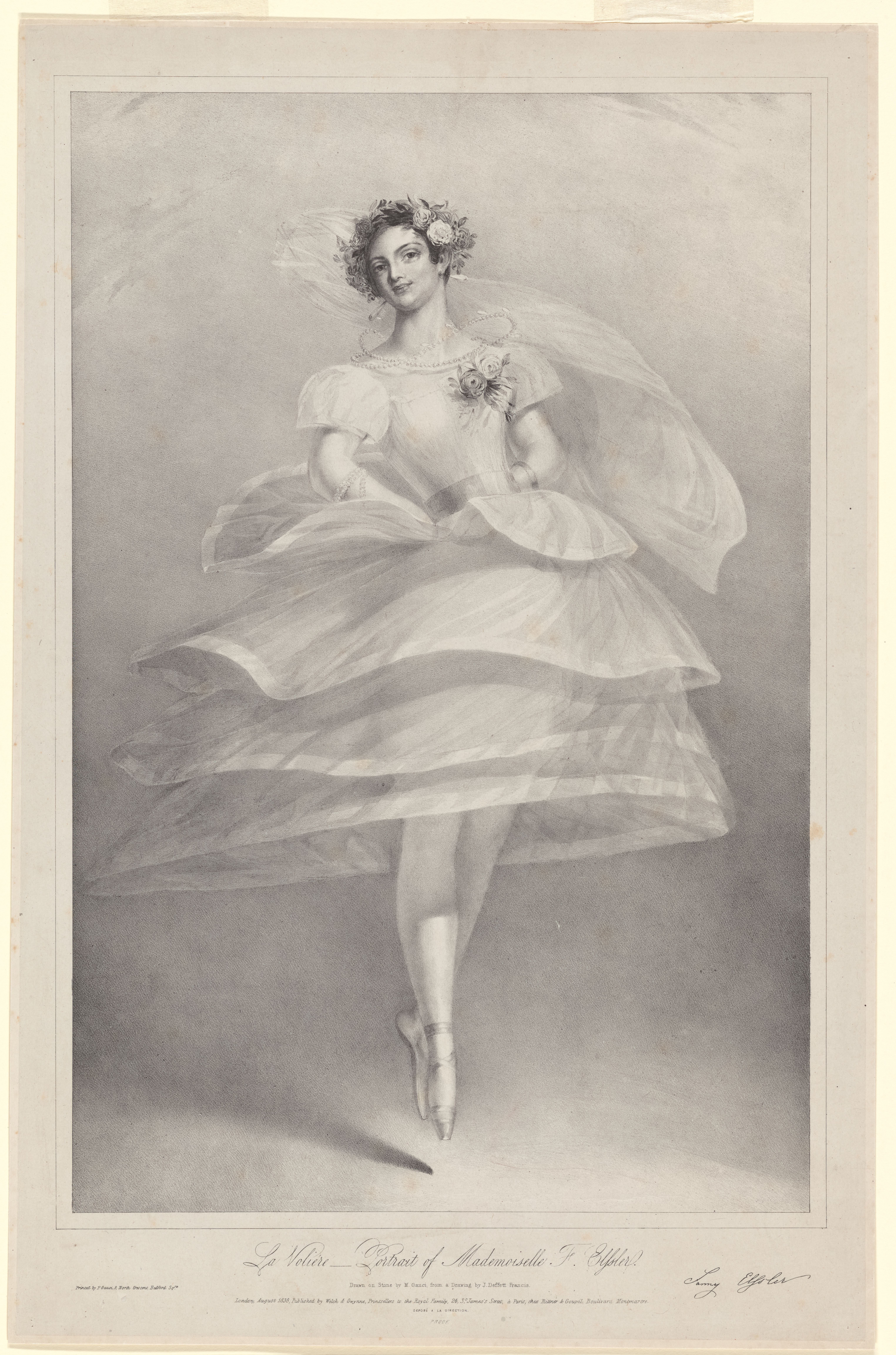
Fanny Elßler trong La Avilére, vở ba lê bị lãng quên của chị gái Therese Elßler.

Fanny Elßler sinh ngày 23 tháng 6 năm 1810 tại Gumperdof gần Viên. Lúc bé, Fanny theo học múa ba lê cho đến năm 1818. Được coi là một trong những vũ công giỏi nhất, Fanny đến Berlin năm 1830 rồi Paris năm 1834. Nữ vũ công ba lê lãng mạn Marie Taglioni nổi tiếng coi Fanny là một đối thủ thực sự. Sau khi tỏa sáng trong vai Zola và Lisa, Fanny tiếp tục tham gia hàng loạt vở kịch và càng được yêu thích hơn.
Fanny học múa ba lê từ nhỏ và trước 7 tuổi đã có mặt tại Nhà hát Kärntnertor ở Viên. Hầu như Fanny luôn múa cùng chị gái Therese lớn hơn 2 tuổi. Hai chị em học múa với Jean-Pierre Aumer và Friedrich Horschelt. Khi Fanny 9 tuổi, hai chị em đến Napoli (Ý) để học với Gaetano Gioja. Năm 1827, sau khoảng thời gian ở Viên, hai chị em cùng đến Napoli. Tại đây, Fanny có quan hệ tình cảm với Leopold, Hoàng tử Salerno, con trai vua Ferdinando I của Hai Sicilie. Hai người có một con trai, đặt tên là Franz.
Fanny đóng góp phần lớn thành công của hai chị em tại Napoli, từ đó dẫn đến việc kết nối về Berlin năm 1830. Đây là dấu mốc khởi đầu chuỗi thành công nhờ vẻ đẹp và kỹ năng múa của Elßler. Sau khi chiếm được cảm tình ở Berlin và Vienna và truyền cảm hứng cho Friedrich von Gentz niềm đam mê cháy bỏng, Elßler đến Luân Đôn, nơi có cha mẹ nuôi George và Harriet Groth từ lúc 3 tuổi khi theo mẹ đến Anh.
Tháng 9 năm 1834, Elßler đến Học viện Vũ nhạc ba lê Hoàng gia (nay là Nhà hát Opéra Paris), một bước đi mong đợi thách thức lại Marie Taglioni đang thống trị sân khấu tại đó. Tuy nhiên, Elßler và Taglioni là những vũ công rất khác nhau, và ban quản lý nhà hát coi đây là cơ hội khuấy động tranh cãi bằng cách thuê Elßler. Taglioni được biết đến là một vũ công danseur ballonné, đặc trưng nhẹ nhàng qua từng bước nhảy. Ngược lại, Elßler làm nổi bật điệu múa bằng độ chính xác trong những bước nhỏ và nhanh. Kiểu trình diễn của Elßler được gọi là danse tacquetée. Elßler lại giành được thành công, tạm thời làm lu mờ Taglioni. Dù giỏi hơn, Taglioni khi ấy đã không thể cạnh tranh nổi với vũ nữ mới đến. Điểm nổi bật chính là màn trình diễn vũ khúc Tây Ban Nha Cachucha (từ vở Le Diable botto năm 1836 của Coralie/Guide), Elßler nổi trội hơn tất cả. Tuy không phải là người Tây Ban Nha nhưng Elßler đã trình diễn Cachucha đầy cuồng nhiệt và gợi cảm. Thi sĩ Théophile Gautier gọi cô là vũ công "ngoại đạo" với Cachucha, tương phản với Taglioni là vũ công "Kitô giáo". Điệu Cachucha của Elßler thành công đã dẫn đến yêu cầu rộng rãi về vũ khúc ba lê được biên đạo theo phong cách dân tộc cụ thể. Những điệu nhảy này trở nên rất phổ biến, chính Elßler cũng thêm điệu krakowiakcủa Ba Lan và tarantella của Ý. Hình ảnh Elßler thường hiện lên kèm theo satin hồng và ren đen đặc trưng cho vũ công Tây Ban Nha gợi cảm bốc lửa, trái ngược với hình mẫu Taglioni là thiên thần đoan trang áo trắng. Elßler  không chỉ có khả năng kỹ thuật và còn tài năng trình diễn gây sự chú ý. Màn trình diễn trong những vở ba lê lãng mạn như La Silfide, Giselle và La Esmeralda đã nâng cao hình ảnh các nhân vật quen thuộc từ trước. Việc này khiến Elßler có được vị trí một trong những ballerina tài năng và xuất sắc nhất thời kỳ ba lê lãng mạn.
Năm 1840, Henry Wyckoff tổ chức lưu diễn đưa hai chị em đến New York, sau hai năm mới quay về châu Âu. Khi ở New York, Elßler từng được con trai Tổng thống Hoa Kỳ Martin Van Buren là John Van Buren hỗ trợ. Có lần tại Washington, Quốc hội đóng cửa để không ai bỏ lỡ buổi biểu diễn của Elßler. Lillian Moore coi Elßler là "Vai Sylphide nổi tiếng nhất từng diễn ở Mỹ", cảnh cuối đã lấy đi nước mắt của bao nhiêu khác giả. Elßler ký hợp đồng hai tuần với Nhà hát St. Charles ở New Orleans, thù lao 1.000 USD cho mỗi đêm diễn.
Sau thành công tại Hoa Kỳ, Elßler đến Havana rồi trở lại châu Âu, biểu diễn đầu tiên ở Luân Đôn vở Giselle. Năm 1851, Elßler rời sân khấu, nghỉ hưu tại Hamburg rồi quay lại Viên, nhưng vẫn sát sao đời sống sân khấu nghệ thuật.
Ngày nay, Elßler được biết đến như bậc thầy về vũ ba lê thời kỳ lãng mạn, thu hút được khán giả đương thời với phong cách gợi cảm và tạo ra những tình huống kịch tính.. Hai chị em gái Therese (1808-1878) và Hermina (1811-1898) cũng là vũ công ba lê.

## Tư liệu
- Acton, Harold (1957), The Bourbons of Naples (1731-1825) (bằng tiếng Anh) (ấn bản thứ 2009), London: Faber and Faber, ISBN 9780571249015
- Chisholm, Hugh, biên tập (1911), Encyclopædia Britannica Eleventh Edition (bằng tiếng Anh), quyển 9, Horace Everett Hooper
- Homans, Jennifer (2013), Apollo's Angels: A History of Ballet (bằng tiếng Anh), Granta Books, ISBN 9781847084545
- Levin, Alicia (2009), "A documentary overview of musical theaters in Paris, 1830–1900", Fauser
- The Edinburgh review, or critical journal, quyển CXVII, Edinburgh: A. Constable London Longmans, Green, and Co.; New York, Leonard Scott Publication Co., 1863